# Koko Taylor
Koko Taylor, undertiden stavet KoKo Taylor (født Cora Walton 28. september 1928, død 3. juni 2009) var en amerikansk bluessanger, der fik tilnavnet "Queen of the blues". Hendes stemme havde et råt og kraftfuldt udtryk, når hun sang sine traditionelle bluessange.
Taylor begyndte at synge i klubber i Chicago i 1950'erne, og i begyndelsen af 1960'erne blev hun opdaget af musikeren, sangskriveren og produceren Willie Dixon, hvilket førte til en pladekontrakt. Hun fik et stort hit i 1966 med sangen "Wang Dang Doodle" skrevet af Dixon. Hun indspillede en lang række plader siden da, men opnåede dog aldrig igen et hit af sammen omfang. Koko Taylor modtog en række priser, blandt andet Grammy Award for Best Traditional Blues Album i 1985. Hun optrådte sidste gang så sent som en måned før sin død.